# 中国人民解放军陆军炮兵第七十九旅
炮兵第七十九旅（英語：79th Artillery Brigade），又名“董存瑞部队”，是中国人民解放军陆军第七十九集团军下属的炮兵旅，驻地辽宁省锦州市。

## 历史概述
该旅前身是1945年9月成立的晋察冀军区冀察（刘道生）纵队第8旅。后整编为东北野战军第十一纵队第三十二师。在冀热察战役中，第32師第96團第2營第6連第6班班長董存瑞舍身炸碉堡的事迹广为传播。
1950年11月，奉命由步兵师改编为炮兵师，番号改为炮兵第二十一师，为火箭炮兵师，下属三个步兵团扩编为五个炮兵团，装备苏制BM-13 多管火箭炮。1952年后投入战场，1953年10月回国。
1955年2月，奉总参谋部电令由火箭炮兵改装为榴弹炮兵部队，改称炮兵第十一师，所属各团除202团外，全部调出。改装后，该师下辖炮兵第23、36、42、43、202五个团共180门榴弹炮。
1985年10月随着百万大裁军，炮兵第十一师缩编为炮兵旅编入新成立的第四十集团军。
2017年与陆军第三十九集团军炮兵旅合并，成立炮兵第七十九旅，仍留在锦州。

## 沿革[2]

### 步兵时期
- 晋察冀军区刘道生纵队第八旅——（1945年9月-1946年3月）
- 冀热察军区独立第五旅——（1946年3月-1947年7月）
- 冀察热辽军区独立第二师——（1947年7月-1948年3月）
- 东北人民解放军第十一纵队第三十二师——（1948年3月-1948年11月）
- 中国人民解放军第四十八军第一四三师——（1948年11月-1950年11月）

### 炮兵时期
- 炮兵第二十一师——（1950年11月-1955年2月）[註 1]
- 炮兵第十一师——（1955年2月-1985年11月）
- 陆军第四十集团军炮兵旅——（1985年11月-2017年4月）
- 陆军第七十九集团军炮兵第七十九旅——（2017年4月至今）

## 荣誉
- 翠岗红旗连：炮兵第六营第十六连